# Calathea regalis
Calathea regalis är en strimbladsväxtart som först beskrevs av Rollison och Lem., och fick sitt nu gällande namn av H.A.Kenn. Calathea regalis ingår i släktet Calathea och familjen strimbladsväxter. Inga underarter finns listade.